# Matthew Trott
Matthew „Matt“ Trott (* 9. Juni 1985 in Gosford) ist ein ehemaliger australischer Fußballtorhüter.

## Karriere
Trott spielte von 2002 bis 2005 für Central Coast United in der NSW Premier League und anschließend für Central Coast Lightning. In den Spielzeiten 2005/06 und 2006/07 wurde Trott vom A-League-Team Central Coast Mariners mehrfach mit Kurzzeitverträgen ausgestattet, um die verletzungsbedingten Ausfälle von John Crawley zu kompensieren. Am letzten Spieltag der Saison 2006/07 gab Trott gegen Adelaide United sein Ligadebüt. 
Zur folgenden Spielzeit erhielt er einen festen Vertrag bei den Mariners und kam als Ersatztorhüter von Danny Vukovic zu insgesamt fünf Einsätzen und trainierte zeitweise auch mit der australischen Olympiaauswahl. Als Vukovic nach dem Meisterschaftsfinale 2008 wegen einer Tätlichkeit gegen den Schiedsrichter für längere Zeit gesperrt wurde, entschieden sich die Verantwortlichen Trott aus seinem Vertrag zu entlassen, um Platz für einen anderen Torhüter zu schaffen.
Etwa seit April 2009 spielte Trott beim englischen Amateurklub Didcot Town, mit dem er kurze Zeit später als Play-off-Sieger der Southern Football League Division One South & West in die Southern Football League Premier Division aufstieg. Im September 2010 kehrte er nach Australien zurück.